# Ferula clematidifolia
Ferula clematidifolia är en flockblommig växtart som beskrevs av Koso-pol. Ferula clematidifolia ingår i släktet stinkflokesläktet, och familjen flockblommiga växter. Inga underarter finns listade i Catalogue of Life.